# Marynowy
Marynowy (niem. Marienau) – wieś w Polsce położona w województwie pomorskim, w powiecie nowodworskim, w gminie Nowy Dwór Gdański na obszarze Wielkich Żuław Malborskich. Miejscowość leży na trasie nieczynnej linii kolejowej Szymankowo-Nowy Staw-Nowy Dwór Gdański i przy drodze krajowej nr 55.
Wieś królewska Marnowy położona była w II połowie XVI wieku w województwie malborskim. W latach 1945–1968 wieś należała i była siedzibą gromady Marynowy, po jej zniesieniu w gromadzie Nowy Dwór Gdański. W latach 1975–1998 miejscowość administracyjnie należała do województwa elbląskiego.
We wsi znajdował się przystanek kolejowy Marynowy.

## Zabytki
Do wojewódzkiego rejestru zabytków wpisane są:
- kościół parafialny pw. świętej Anny, poł. XIV w., wieża drewniana z 1619 r.
- cmentarz przykościelny
- dom podcieniowy nr 46/54
- dom podcieniowy nr 47/55
- dom podcieniowy nr 51/52

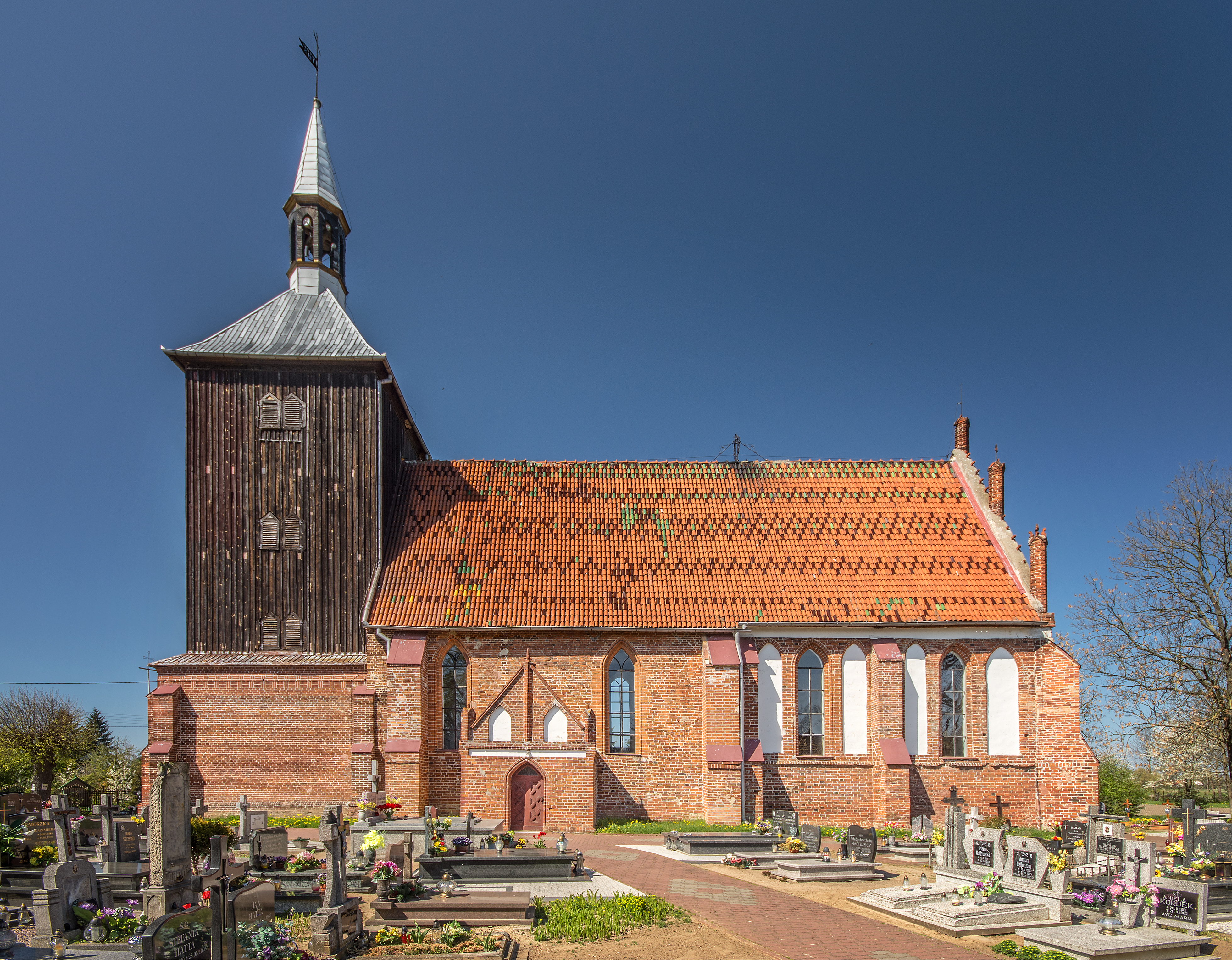
Kościół św. Anny
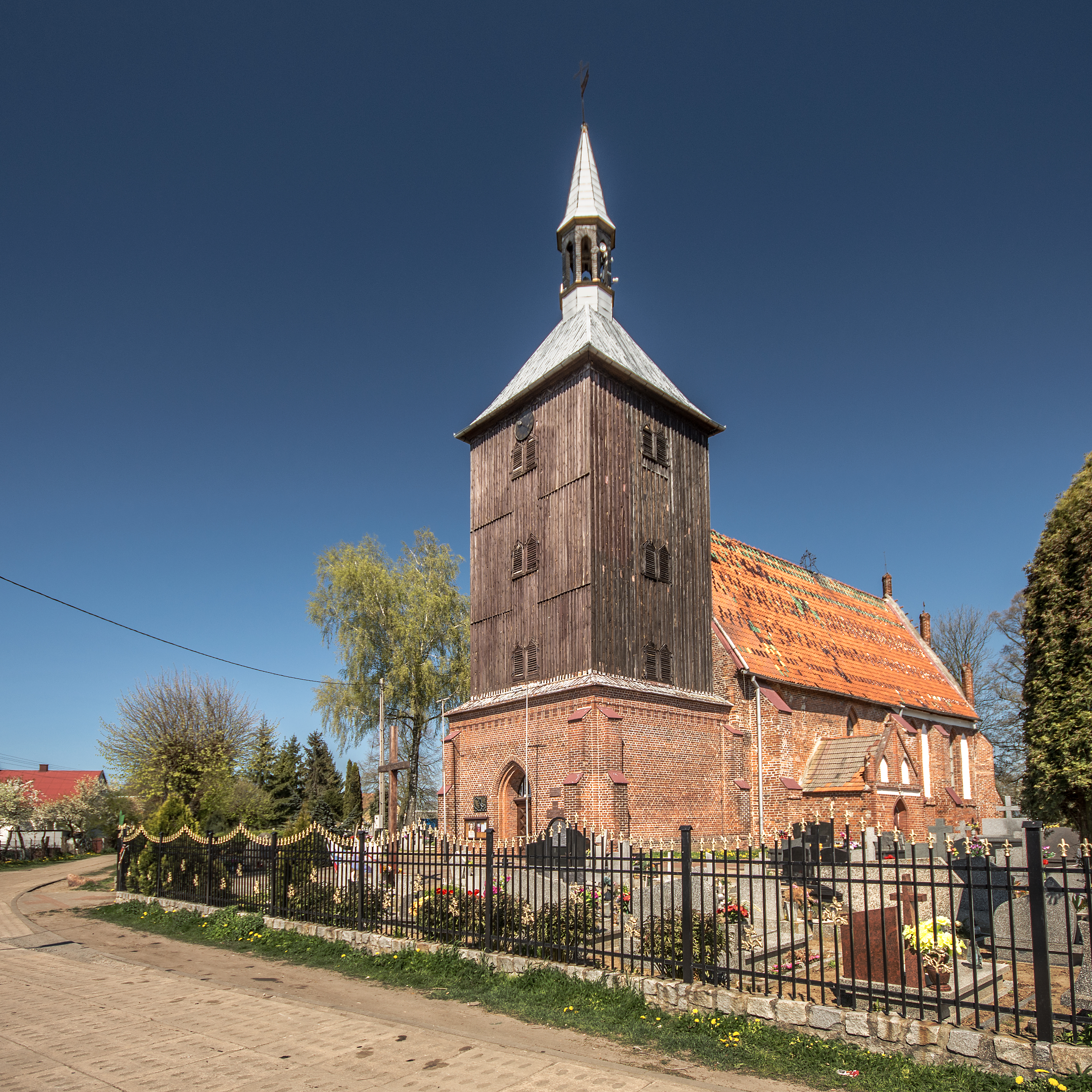
Kościół św. Anny
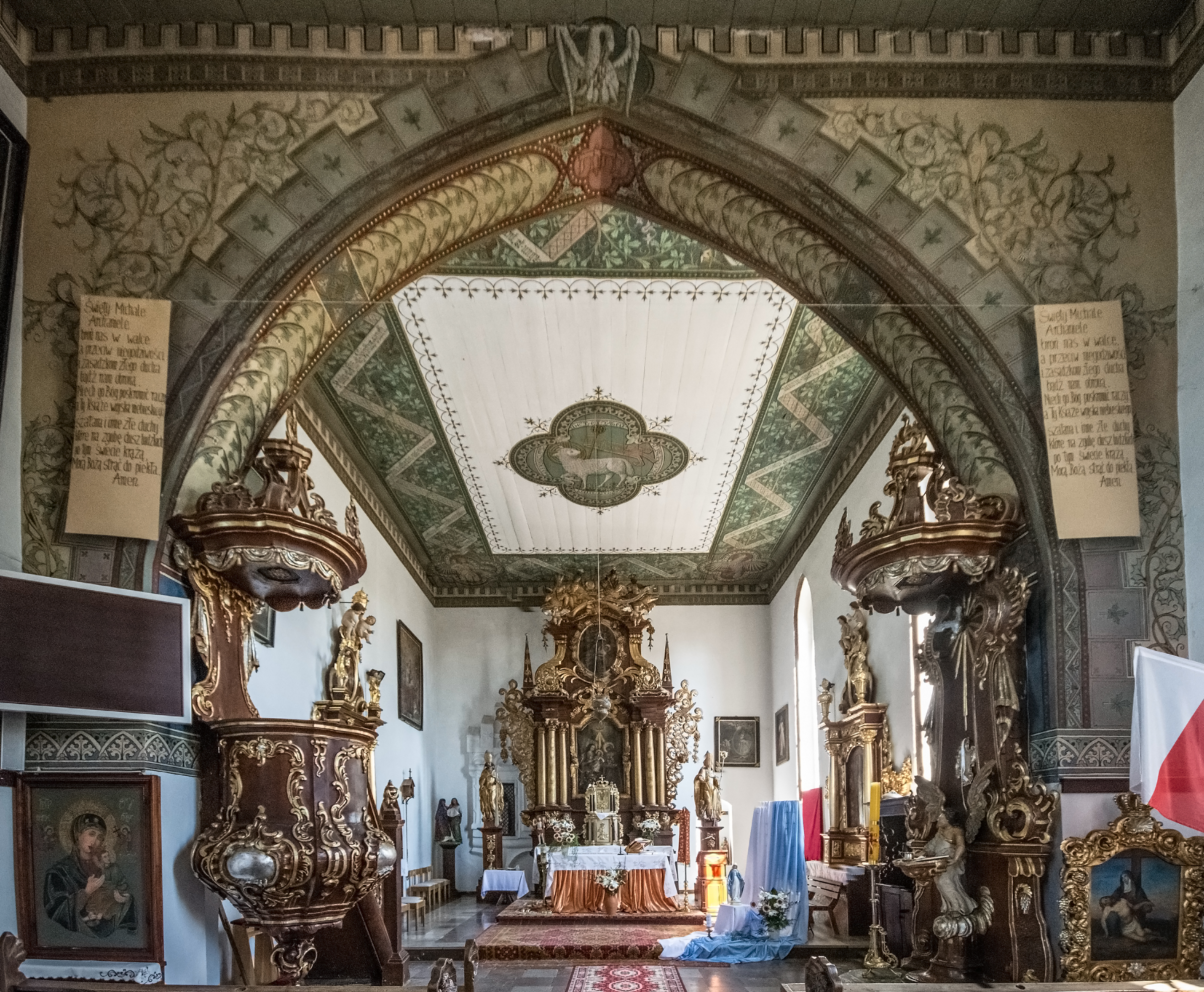
Wnętrze kościoła
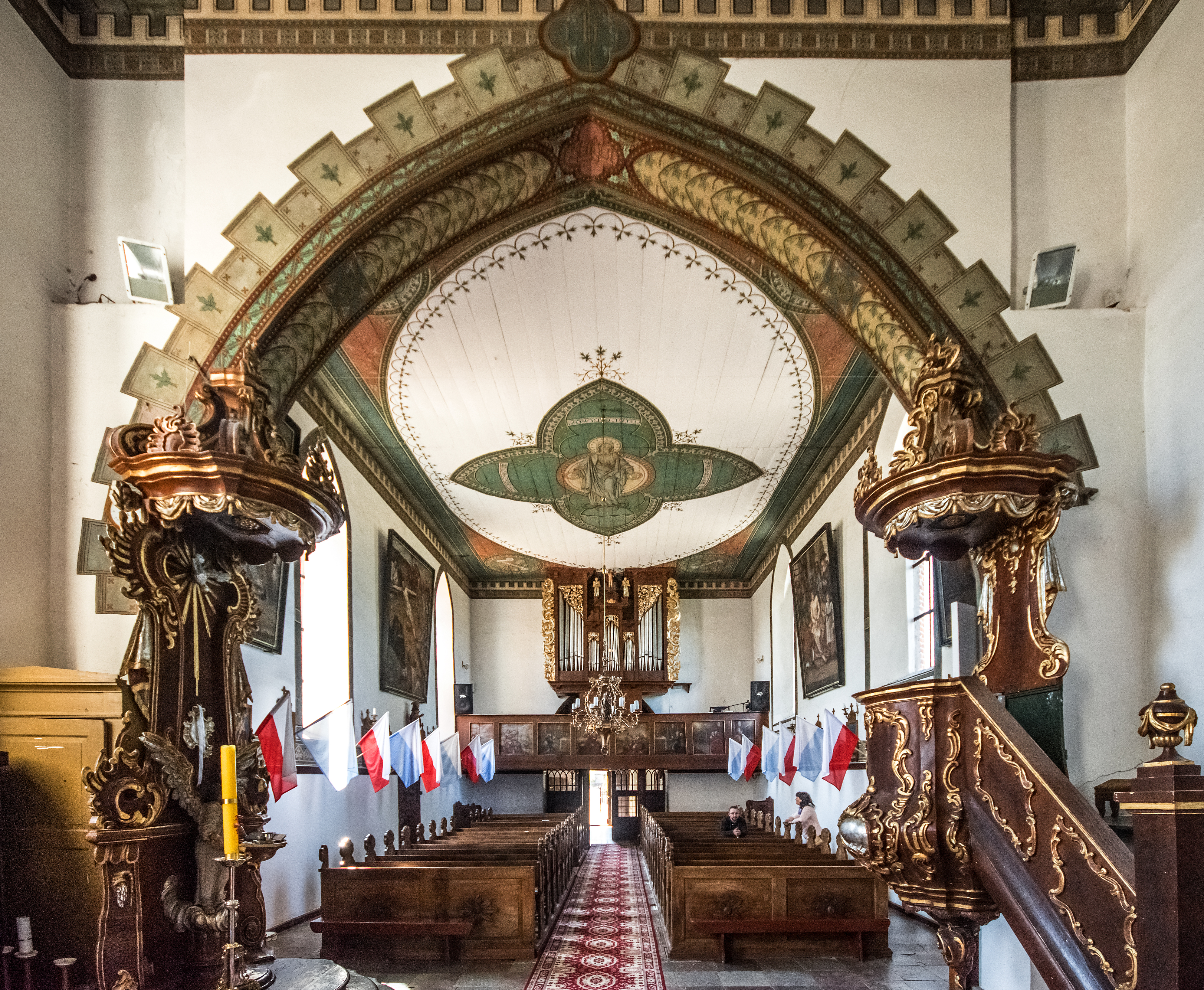
Wnętrze kościoła
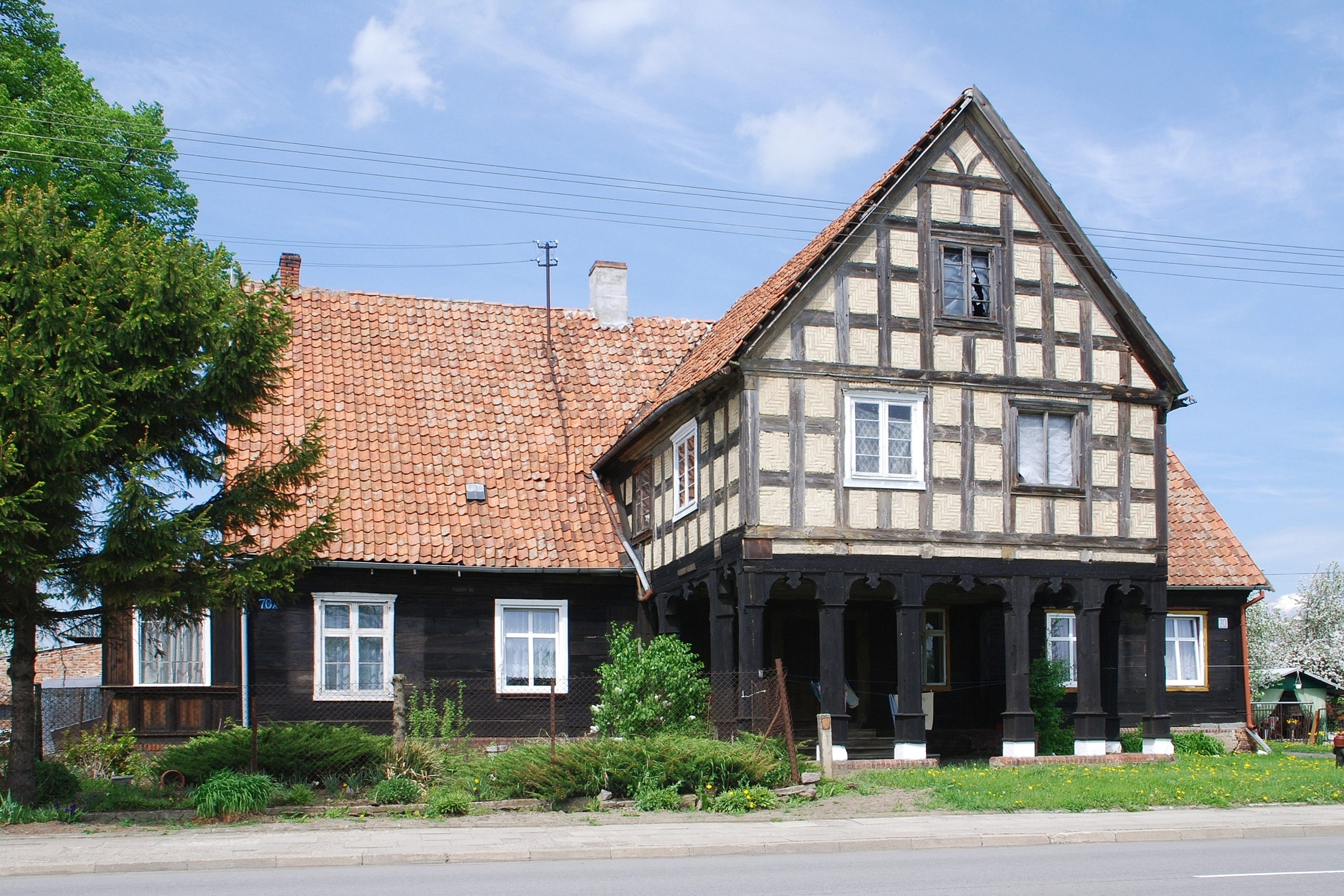
Dom podcieniowy 46/54
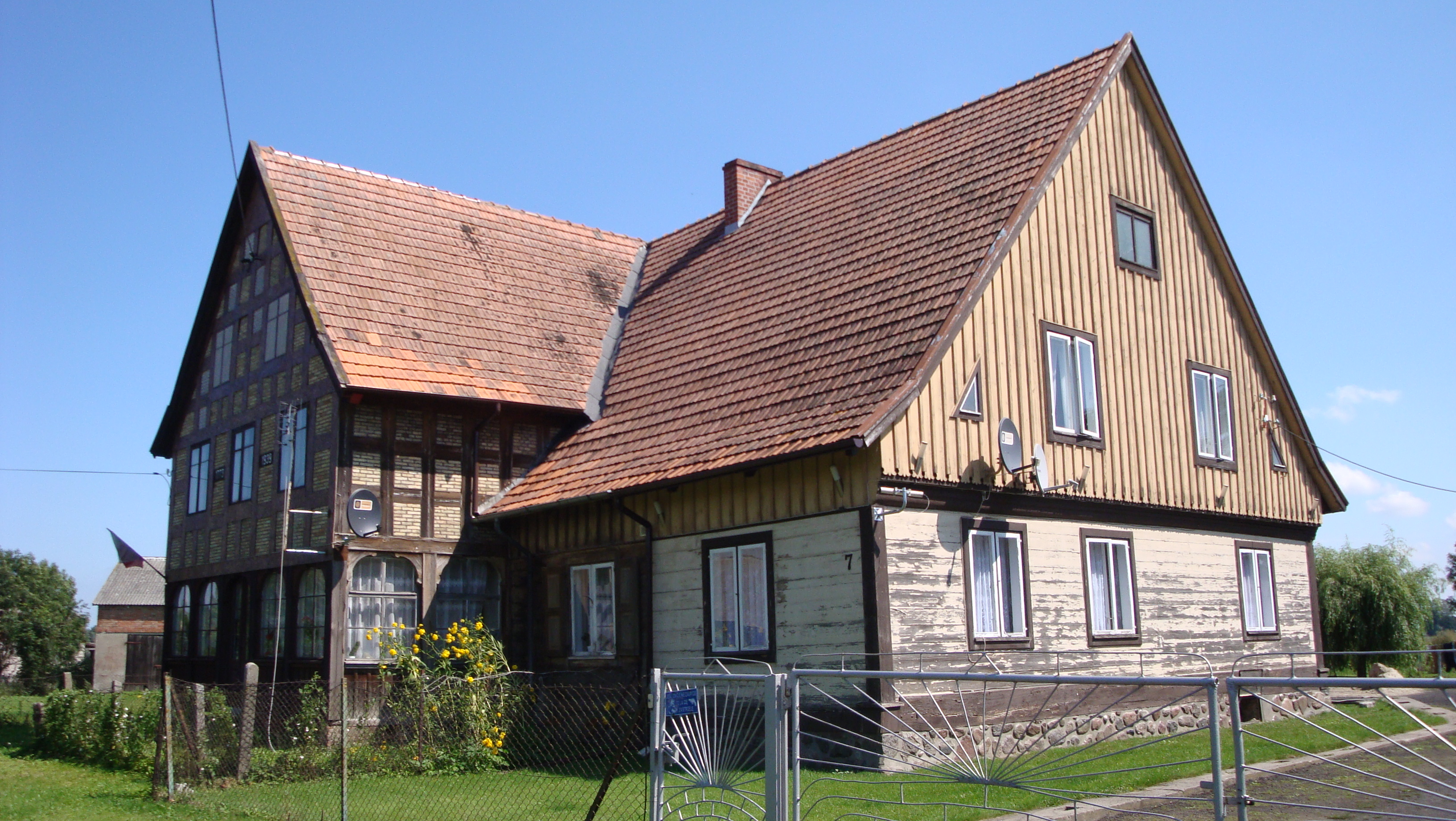
Dom podcieniowy 47/55
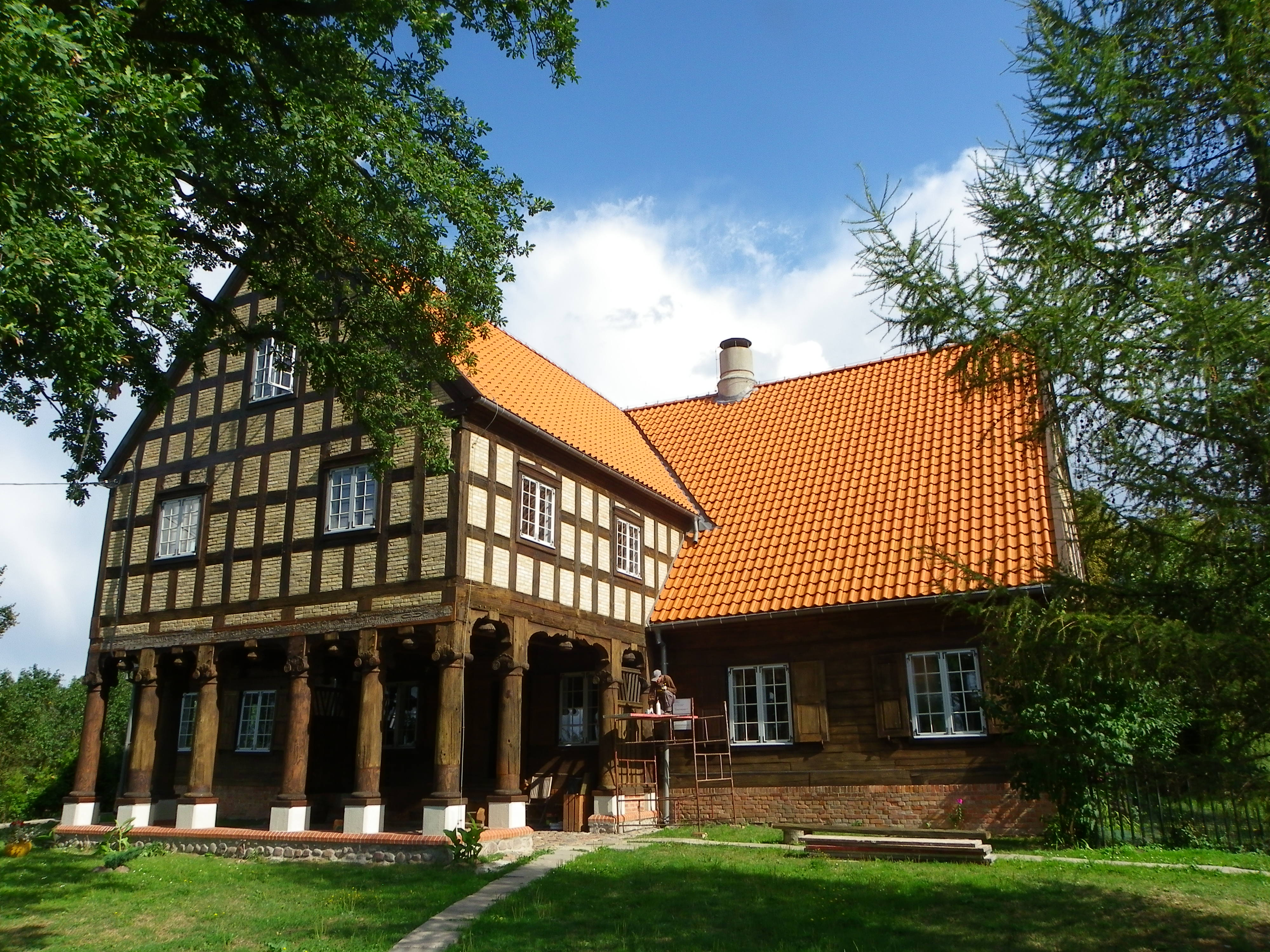
Dom podcieniowy 51/52 z 1803 r.